# Theretra punctivenata
Theretra punctivenata är en fjärilsart som beskrevs av Butler 1875. Theretra punctivenata ingår i släktet Theretra och familjen svärmare. Inga underarter finns listade i Catalogue of Life.